# Gondwanascorpio emzantsiensis
Gondwanascorpio emzantsiensis — девонський скорпіон.
Палеонтолог Роберт Гесс (Robert Gess) з Університету Вітватерсранду виявив скам'янілого скорпіона у відкладеннях девонського періоду недалеко від міста Грехемстаун (Grahamstown) у Східно-Капській провінції ПАР. Вік знахідки близько 350 млн років. Опис викопної тварини, що отримала латинську назву Gondwanascorpio emzantsiensis, Роберт Гесс опублікував у журналі «African Invertebrates». Видова назва emzantsiensis утворена від слова umZantsi з африканської мови кхоса і означає «південний».
На той час суходіл був розділений на два суперконтиненти: Гондвану і Лавразію. До Гондвани входили майбутні Південна Америка, Африка, Австралія та Антарктида, а також Індостан й Аравія, до Лавразії — Євразія та Північна Америка. Розділяв суперконтиненти океан Тетіс. Важливість знахідки Роберта Гесса полягає у тому, що цей скорпіон — перша наземна тварина, знайдена на території Гондвани.
Скорпіони — група тварин, в еволюції яких добре прослідковується перехід до наземного проживання. Від суто водних видів походять амфібіотичні форми, які ще дихали зябрами. Надалі у скорпіонів з'явилися так звані «книжкові легені» (booklung), що складаються з тонких пластин, що нагадують сторінки відкритої книги. Аналогічні легені є у сучасних павуків. Сама по собі знахідка скорпіонів палеозойської ери ще не означає, що виявлені наземні тварини. Але Роберт Гесс обґрунтовує своє припущення про те, що знайдений скорпіон мешкав на суходолі, зіставляючи знахідку з іншими видами, описаними палеонтологами раніше.